# Trinity (Jersey)
Trinity (in francese La Trinité, in Jèrriais La Trinneté) è una delle dodici parrocchie del Baliato di Jersey, nelle Isole del Canale. Si trova a  5,8 chilometri (3,6 mi) a nord di St Helier. Ha una popolazione di 3 156 abitanti. La parrocchia si estende su 6.975 vergées di Jersey (12,3 chilometri quadri (4,7 mi²)). Les Platons nel nord della parrocchia è il punto più alto del Baliato. La parrocchia confina con St John, St Helier, St Savior e St Martin.
Trinity è una parrocchia profondamente agricola e rurale, con solo il 16% del territorio della parrocchia edificato e il 61% dedicato alla coltivazione. La popolazione è distribuita su tutta la parrocchia, con un villaggio nel nord delterritorio. La baia principale della parrocchia è Bouley Bay, a breve distanza dal villaggio. Una sezione di Rozel Bay è condivisa anche con la vicina St Martin. Ospita la States Farm, il Jersey Zoo, il Royal Jersey Agricultural and Horticultural Society Showground e il Pallot Heritage Steam Museum.
La chiesa parrocchiale è dedicata alla Santissima Trinità, l'unica pieve isolana non dedicata ad un santo.
Lo stemma della Parrocchia della Trinità mostra il diagramma dello Scudo della Trinità.

## Storia
Il sistema parrocchiale del Jersey esiste da secoli. In epoca normanna vennero stabiliti i confini della parrocchia e da allora rimangono sostanzialmente invariati. Nel 1180 Jersey fu divisa dai Normanni in tre ministeri per scopi amministrativi. Trinità faceva parte di de Groceio . De Groceio si riferisce probabilmente al cognome della famiglia di Jersey, de Gruchy.
La chiesa parrocchiale, con la sua caratteristica guglia piramidale bianca, è un punto di riferimento notevole.
Il memoriale di Le Vesconte (eretto nel 1910) assume la forma di un obelisco a un bivio per commemorare Philippe Le Vesconte (21 dicembre 1837 - 21 agosto 1909) che fu eletto connétable dieci volte tra il 1868–1877 e il 1890–1909.
Nel 2007 il parrocchiano Meriel Edwards ha donato alla parrocchia un terreno vicino al pub Trinity Arms che ha consentito lo sviluppo di 39 nuove case nonché di nuovi sentieri pedonali intorno al centro del villaggio.

## Governo

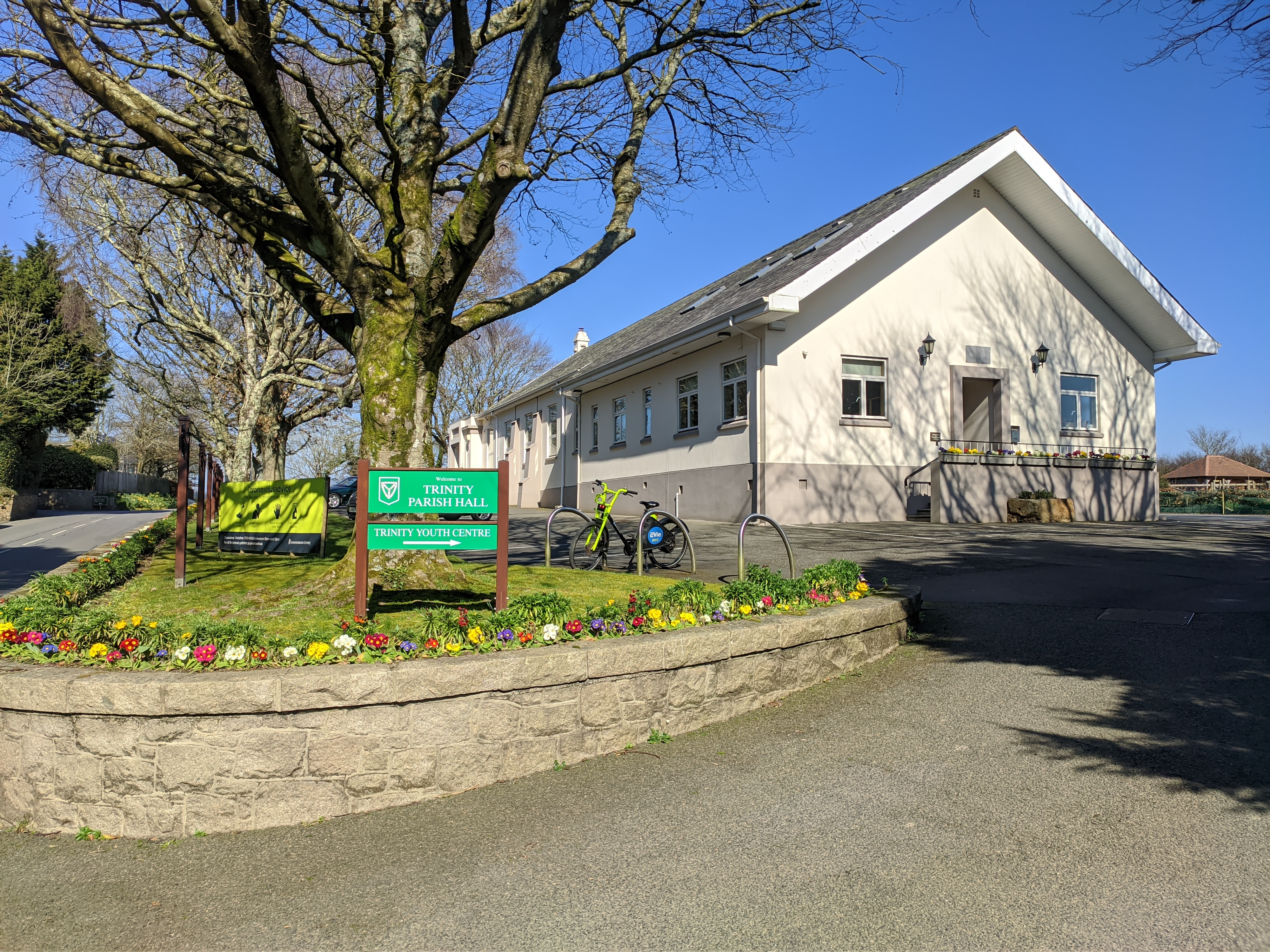
Sala Parrocchiale di Trinity

La parrocchia è una divisione amministrativa di primo livello del Baliato di Jersey, una dipendenza della Corona britannica. Il più alto funzionario della parrocchia è il Connétable di Trinity. Il Connétable in carica in carica è Philip Le Sueur, che occupa la posizione dal 2014. L'amministrazione parrocchiale ha sede presso l'edificio accanto alla chiesa parrocchiale.
Attualmente la parrocchia forma un distretto elettorale per le elezioni dell'Assemblea statale ed elegge un deputato e otto senatori in una circoscrizione elettorale dell'isola. L'attuale deputato del Trinity è Hugh Raymond. Secondo la proposta di riforma elettorale, farà parte del distretto elettorale centrale composto da St. John, St. Lawrence e Trinity, che eleggeranno collettivamente quattro rappresentanti insieme ai Connétables delle parrocchie.
Trinity è divisa nelle seguenti vingtaines:
- La Vingtaine de la Ville-à-l'Évêque
- La Vingtaine de Rozel
- La Vingtaine du Rondin
- La Vingtaine des Augrès
- La Vingtaine de la Croiserie

## Geografia

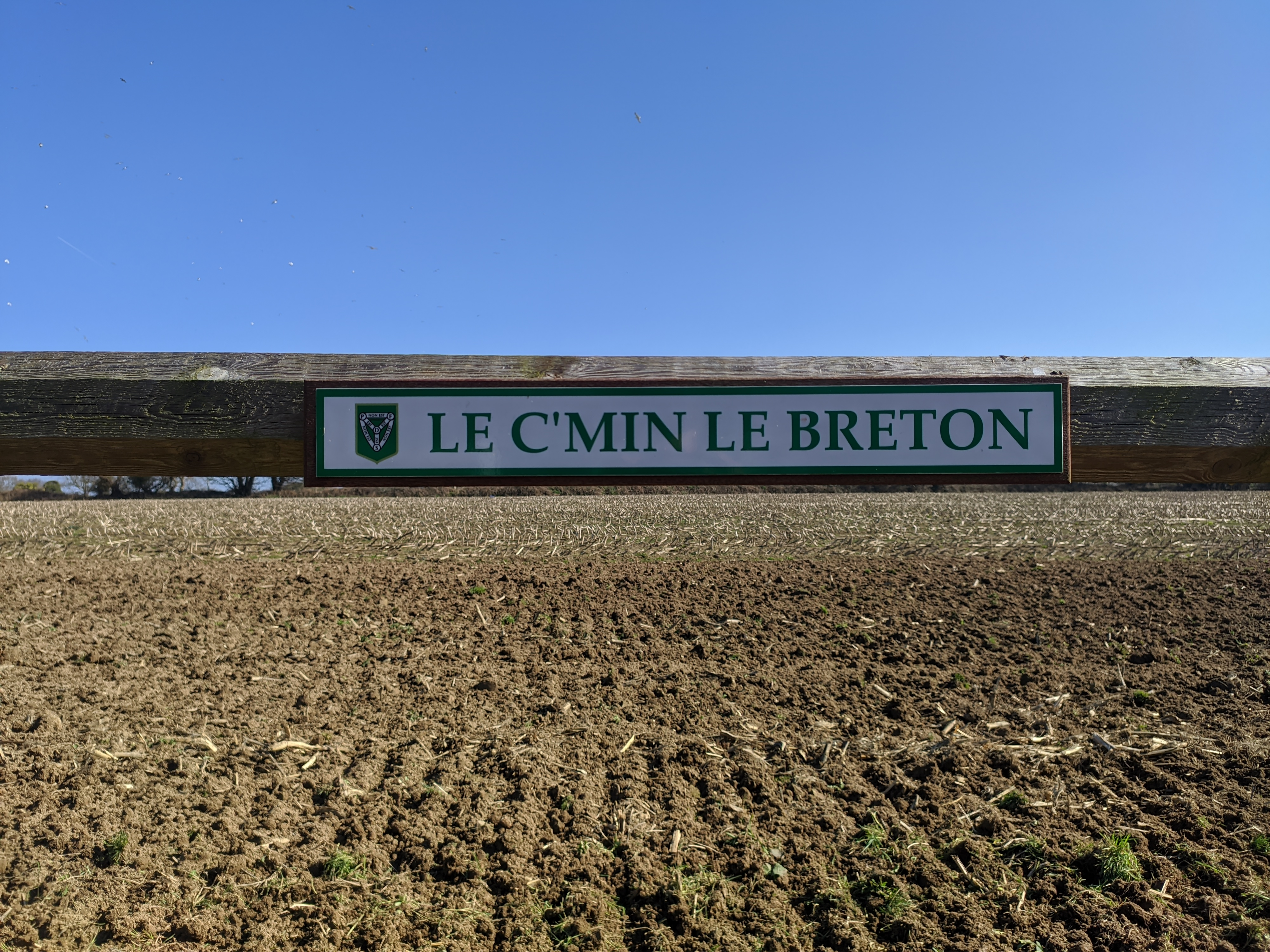
I segnali stradali di Trinity sono bianchi con testo verde. Il testo è in Jèrriais, la lingua tradizionale del Jersey.

Trinity si trova nel nord dell'isola. Confina con St John, St Helier, St Savior e St Martin. Ha due baie principali, Bouley Bay e Rozel (al confine con St Martin). Possiede il punto più alto della valle dei Grands Vaux, che termina con la sua chiesa parrocchiale. Il punto più alto dell'isola, Les Platons, si trova a nord di Trinity.

### Baia di Bouley
Bouley Bay (in francese Baie de Boulay) è una baia situata sulla costa nord al centro della parrocchia. Nell'Extente del 1274, la baia fu registrata come Portus de Boley (Porto di Bouley). Ha alcune delle acque più profonde al largo della costa dell'isola. Nel XIX secolo si pensò di sviluppare il porto principale dell'isola, ma probabilmente fu escluso perché impraticabile a causa delle ripide colline che circondano la baia. La collina ripida e tortuosa ospita ogni anno la Bouley Bay Hill Climb.

### Insediamenti
Trinity Village è l'insediamento principale della parrocchia. Victoria Village si trova al confine con Trinity.
Trinity Village è un villaggio di case relativamente piccolo e vagamente definito che si estende dalla chiesa parrocchiale lungo le strade principali della parrocchia in una forma a nastro. Le strade principali A8 e B31 attraversano il villaggio. Il recente sviluppo urbano ha centralizzato il villaggio attorno alla chiesa. Il villaggio dispone di un piccolo negozio, nonché di un pub e di un centro giovanile.
Come parrocchia, Trinity è stata storicamente resistente ai limiti di velocità e ai programmi di moderazione del traffico. Ad esempio, la parrocchia ha rifiutato di introdurre lo schema della corsia verde con limiti di 24 chilometri all'ora (15 mph) e priorità ai pedoni e ai ciclisti sulle sue strade secondarie. Fino al 2013 il villaggio non aveva un limite di velocità inferiore specifico, ma ora alcune parti del villaggio ne hanno un limite di velocità di 30 miglia orarie. La zona nord del villaggio ha ancora un limite di velocità di 40 miglia orarie. Nel paese non sono presenti sistemi di moderazione del traffico né attraversamenti pedonali.

## Demografia
| Anno | Popolazione | Δ%    |
| 1991 | 2 640       | -     |
| 1996 | 2 639       | 0     |
| 2001 | 2 718       | +3    |
| 2011 | 3 156       | +16,1 |

## Cultura

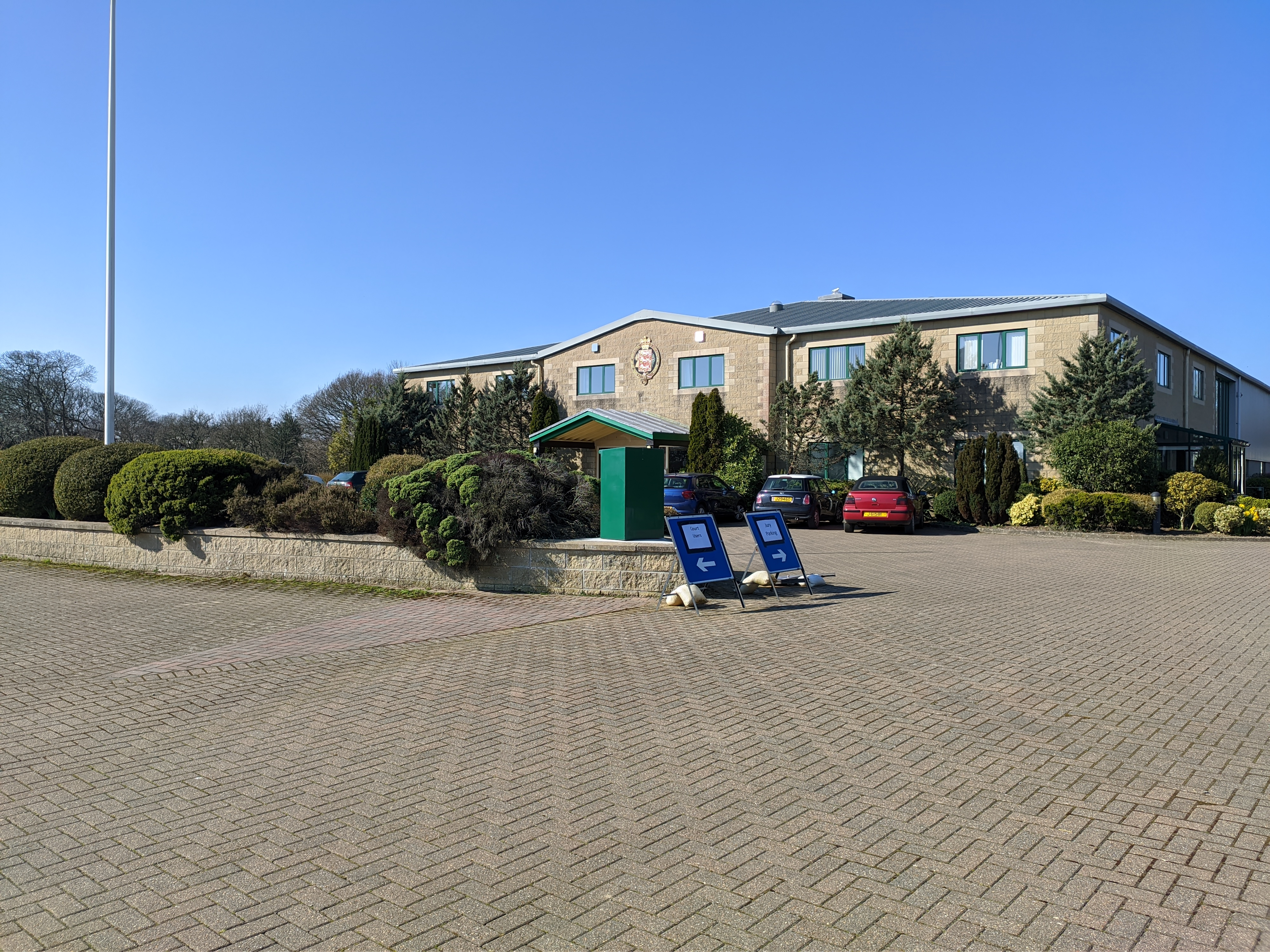
L'area espositiva Royal Jersey ospita numerosi eventi, tra cui l'Art Eisteddfod e l'annuale festival musicale Weekender.

Nel folklore, si dice che la zona di Bouley sia infestata dal Tchian d'Bouôlé (Cane Nero di Bouley), un cane fantasma la cui apparizione presagisce tempeste. Si ritiene che la storia sia stata incoraggiata dai contrabbandieri che volevano scoraggiare gli spostamenti notturni di persone che avrebbero potuto assistere al movimento di contrabbando nel porto di Bouley.
Il Royal Jersey Showground ospita ogni anno dal 2004 il più grande festival musicale delle Isole del Canale: il Weekender Festival e in precedenza il Jersey Live.

## Gemellaggi
Trinità è gemellata con:
- Agon-Coutainville, Normandy

## Punti di riferimento

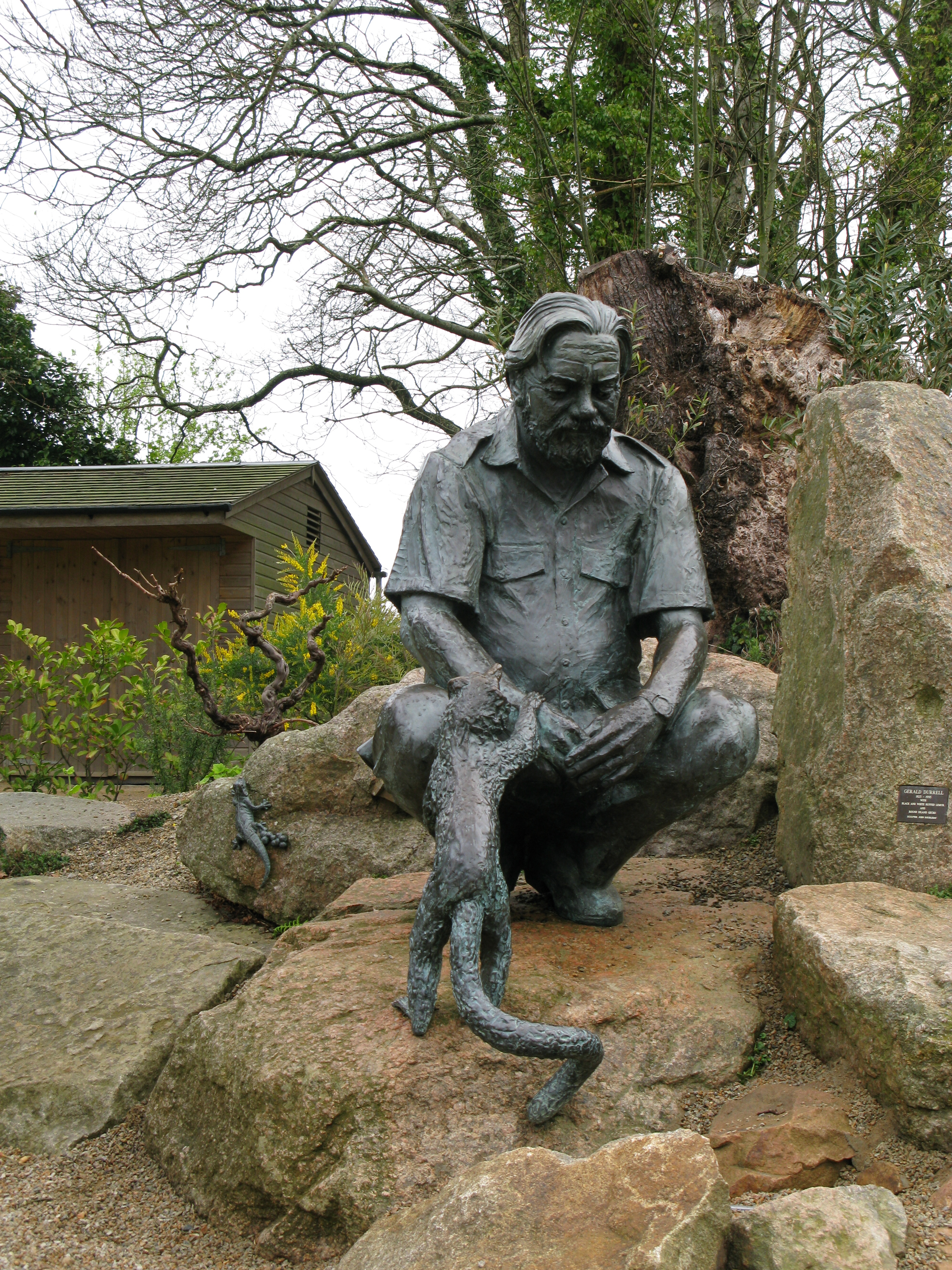
Lo zoo di Jersey è l'attrazione turistica più popolare di Trinity e forse dell'intero Jersey.

Lo zoo di Jersey (precedentemente Durrell Wildlife Park) si trova a Les Augrès Manor a Trinity. È stato fondato nel 1959 dal naturalista e scrittore Gerald Durrell. Ha circa 169 000 visitatori all'anno.
Trinity Manor è la casa del Seigneur di Trinity. Athelstan Riley acquistò Trinity Manor nel 1909. Trovando la casa padronale in condizioni di rovina, intraprese un elaborato restauro (o "ricostruzione fantasiosa", che è stata criticata per aver trasformato l'edificio in un castello in stile francese). La ricostruzione fu eseguita nel 1910-1913 da C. Messervy su progetto di Sir Reginald Blomfield. Uno dei doveri feudali sopravvissuti del detentore di questo feudo è quello di regalare al Monarca una coppia di germani reali quando visita l'Isola. L'attuale detentrice del titolo è Pamela Bell, in quanto Dama di Trinity.

## Figure di spicco
Gerald Durrell, naturalista, scrittore e ambientalista britannico, aprì il Jersey Zoo, un parco di conservazione della fauna selvatica, e fondò nella parrocchia il Durrell Wildlife Conservation Trust nel 1959. Le sue ceneri sono sepolte nel parco.
Tra i nativi di spicco della parrocchia (les Trinnetais) c'è Sir Arthur de la Mare (1914–1994), un ambasciatore e diplomatico in Giappone, Thailandia e Singapore, che scrisse della letteratura Jèrriais nel dialetto di Trinity.
Alan Whicker ha vissuto qui dagli anni '60 fino alla sua morte nel 2013.

## Galleria d'immagini

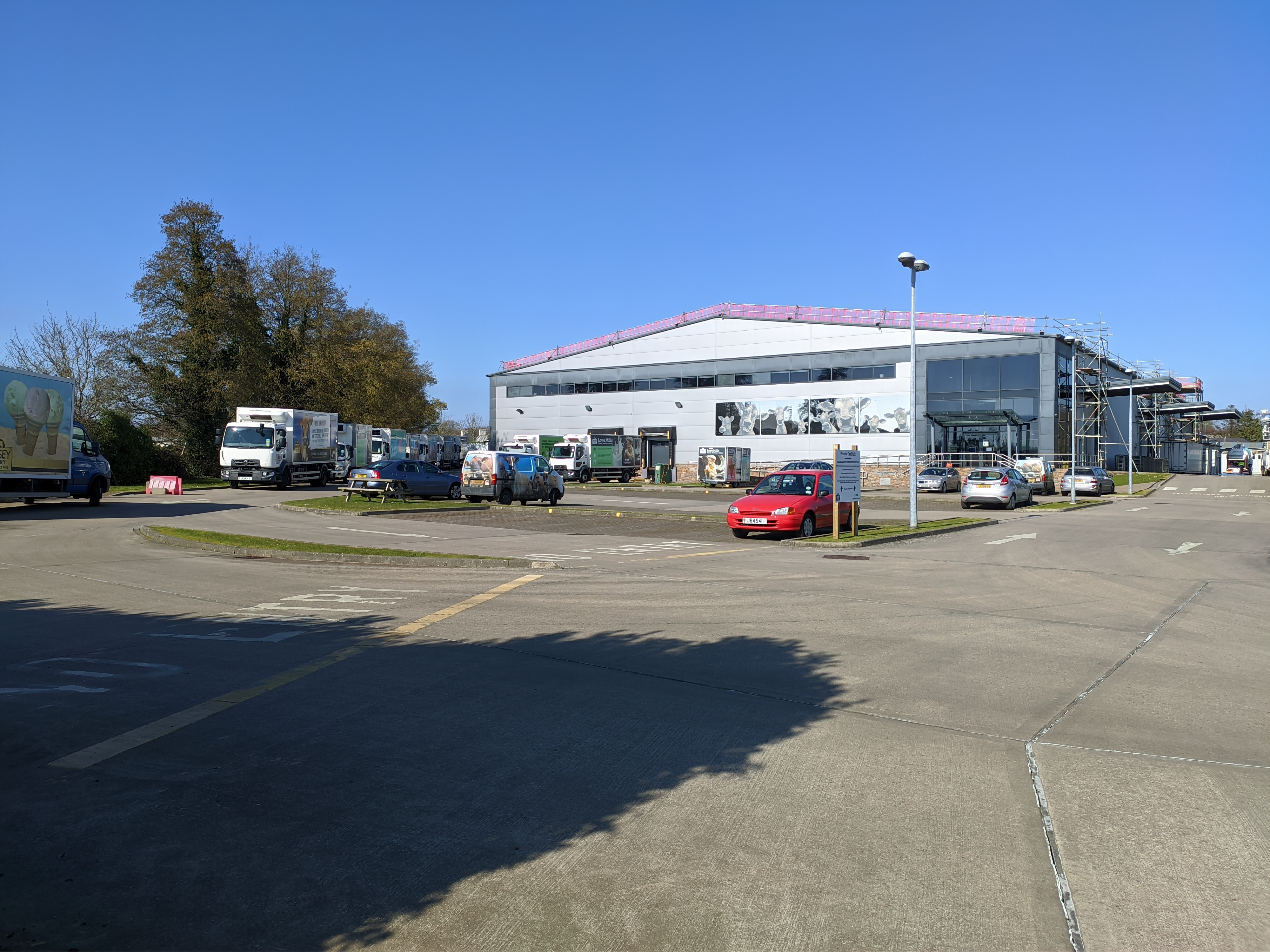
Nella parrocchia si trova la sede della Jersey Dairy, che fornisce latte in tutta l'isola e all'estero.
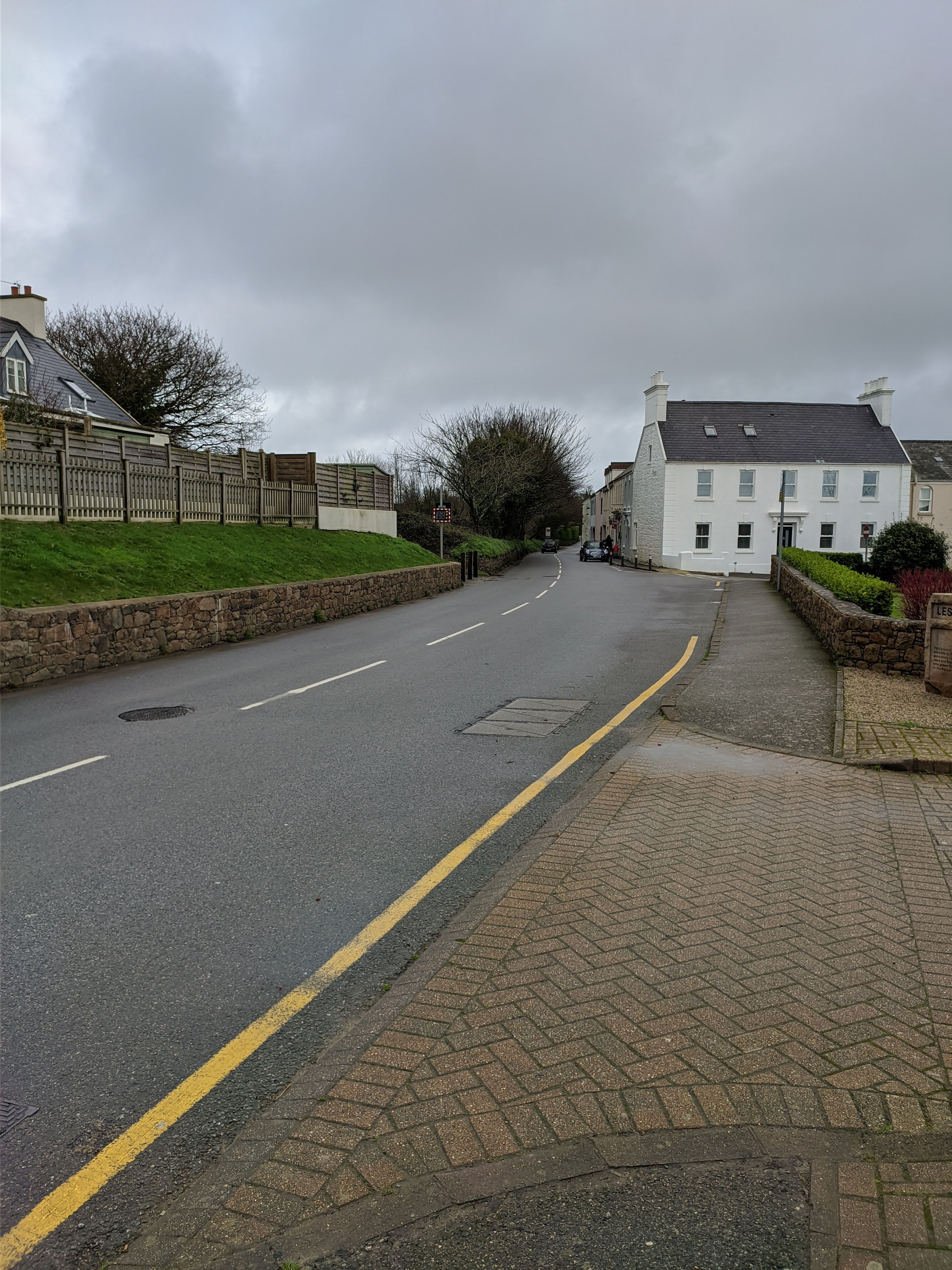
La strada principale che attraversa il villaggio
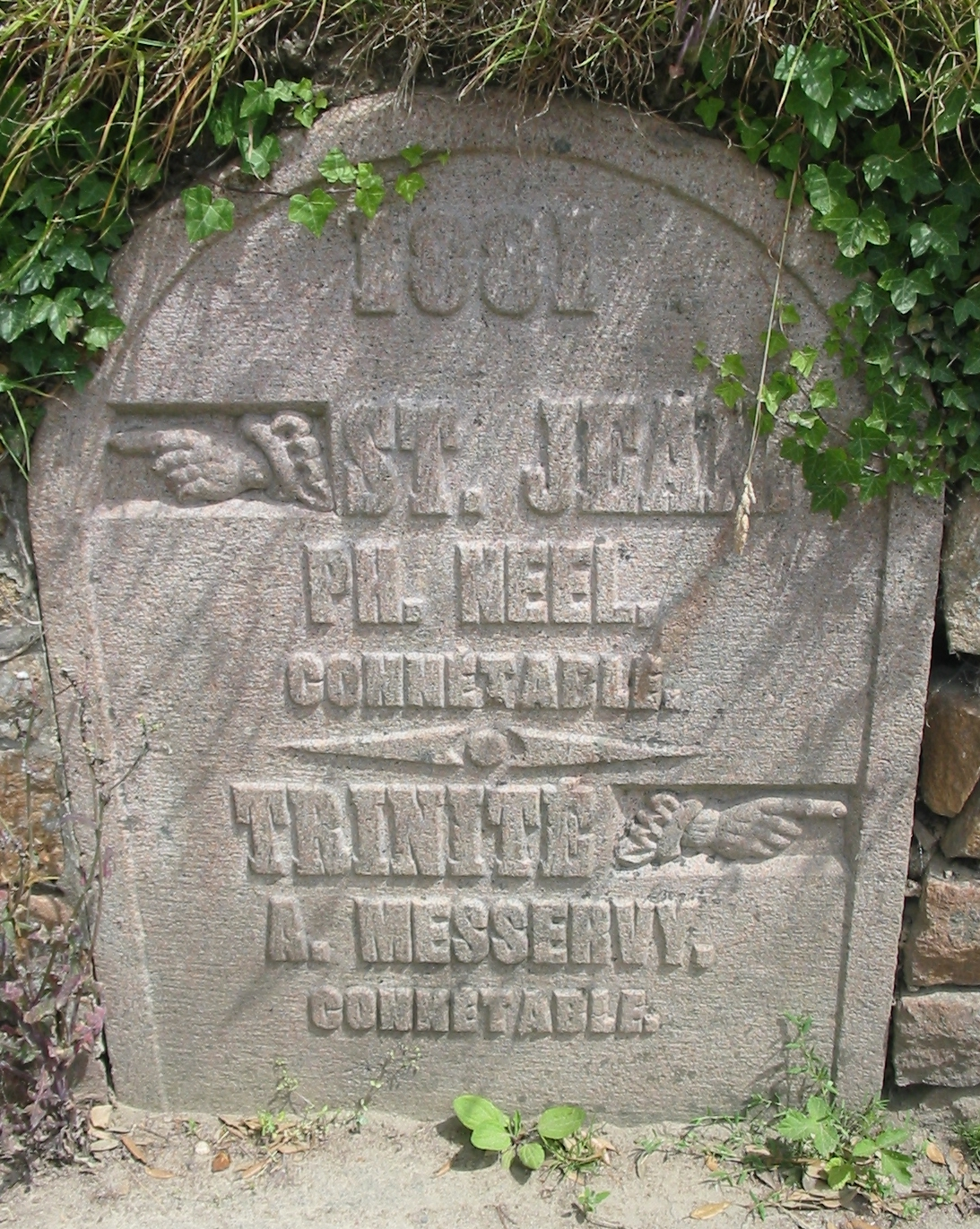
Cippo di confine al confine tra Trinity e Saint John, datato 1881
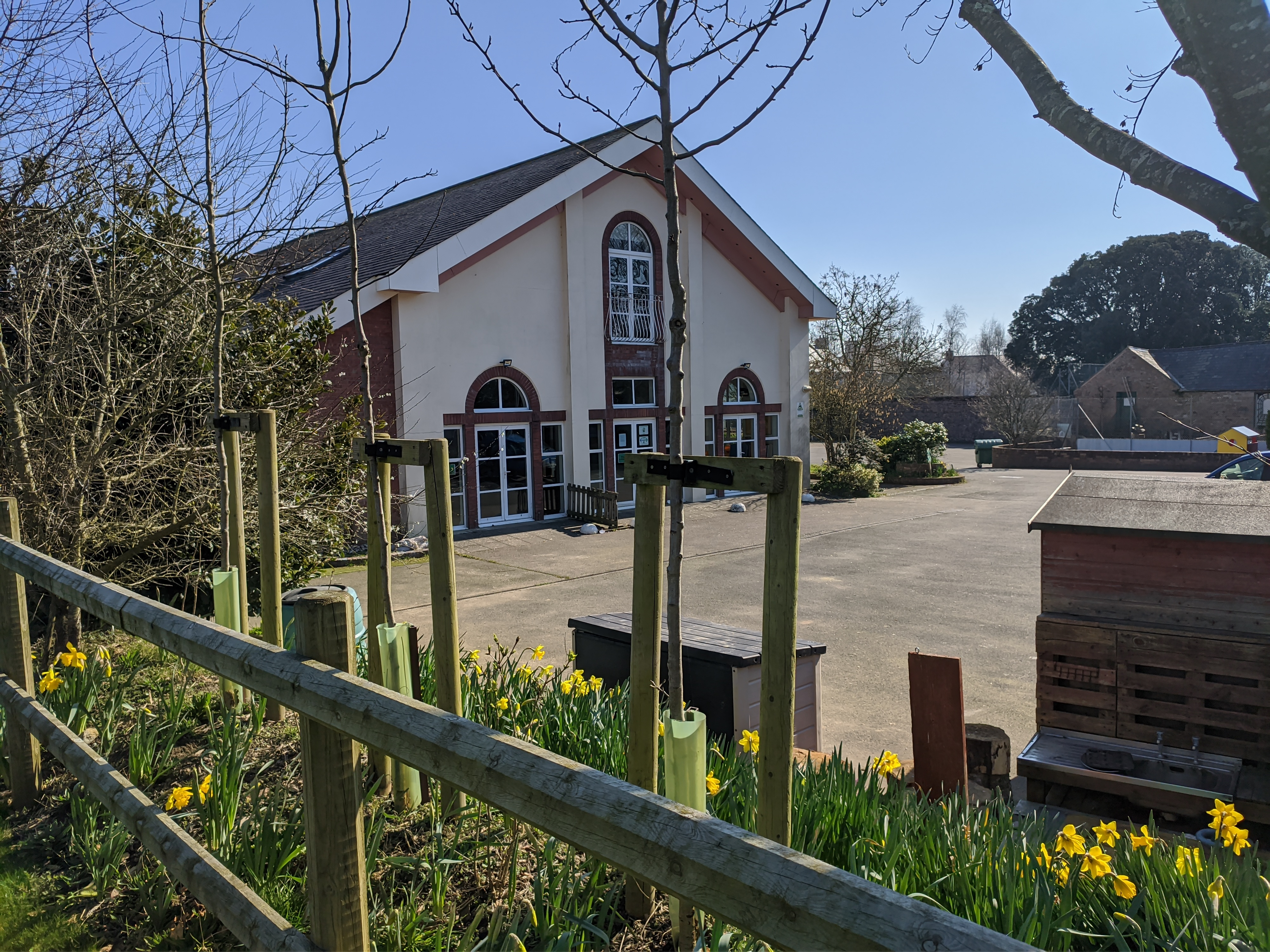
Il Centro Giovanile, che ospita il gruppo Trinity Scout